# 复兴集站
復興集站位于中华人民共和国安徽省合肥市肥西县复兴路与永和路交叉口地下，是合肥轨道交通4号线的地铁车站，工程站名复兴路站。車站于2024年5月1日上午10:00正式啟用。在6号线开通之前，4号线呈Y型运行，本站是Y型分口的第一站。

## 车站结构
復興集站位于復興路与永和路交叉口，沿永和路南北向布置，车站为地下两层单柱双跨岛式站台。本站共设4个出入口。

## 出入口
| 编号                  | 位置           | 周边主要信息 | 公交信息 |
| --------------------- | -------------- | ------------ | -------- |
| 出口 · A · 1          | 永和路（東側） | 北雁湖       |          |
| 出口 · A · 2          | 永和路（東側） | 北雁湖       |          |
| 出口 · B · 升降机标志 | 復興路（北側） |              |          |
| 出口 · C              | 復興路（南側） |              |          |